# ميجيل سينتينو
ميجيل سينتينو (بالإسبانية: Miguel Centeno)‏ (16 أغسطس 1989 بتولوكا في المكسيك - ) هو لاعب كرة قدم مكسيكي في مركز حراسة المرمى. لعب مع نادي تولوكا.

## وصلات خارجية
- ميجيل سينتينو على موقع قاعدة بيانات كرة القدم.إي يو (الإنجليزية)